# 菊地真衣のこんなんで、いいのかYO!?
『菊地真衣のこんなんで、いいのかYO!?』（きくちまいのこんなんでいいのかよー）は、LuckyFM茨城放送で放送されているラジオ番組。
全国にリスナーを持つ。

## 概要
2015年4月放送開始。
LuckyFM茨城放送アナウンサー・菊地真衣がパーソナリティを務める。リスナーからのメッセージと様々なコーナーで構成される生放送番組である。
Twitterハッシュタグは「#いいのかyo」
2021年3月9日に初の日本トレンド入りを果たす。
メールアドレスは 「yo@lucky-ibaraki.com」（2021年4月 - ）

## 放送時間

### 現在の放送時間
- 毎週火曜日 19:00 - 21:00（2021年3月30日 - ）

### 過去の放送時間
- 毎週火曜日 19:30 - 21:00（2015年4月 - 2015年9月）
- 毎週火曜日 20:00 - 21:00（2015年10月 - 2020年9月22日）
- 毎週火曜日 20:00 - 22:00（2020年9月29日 - 2021年3月23日）

## コーナー
2023年2月1日現在
- 虫無視強化塾
- 菊ヤギさん
- リクエストでいいのかYO!?
- ほんのきもちです。
- YO喜利（2019年4月終了、2020年9月再開）

## 過去のコーナー
- YOの壺 (2021年3月23日終了)
- 真衣食学園
  - 菊地の食レポを聞いて何を食べているかを当てる、リスナー参加型のクイズ
- YOかいばなし（2019年4月終了）
  - 不定期に特別企画として復活することがある。
- YOニュース
- 女子ラボ 菊地・ミスユニバースへの道
  - 2017茨城大会で菊地がファイナリストに進出。2018茨城大会で準グランプリに選出された。
- 妄想結婚式
- 過去からどうもごきげんYOレポート
  - 2020年9月29日に1度のみ放送。菊地が過去の自身と対話するコーナー。放送3日前に収録したバロン山崎とのトークを放送し、即日コーナー終了が告知された。
- かわいい単語
- 茨城米のごはんを食べんで、いいのかYO!?
- 箱の中身はなんでSHOW
- プロジェクトY

## エピソード
- 2020年12月29日放送の番組300回記念では、名前が似ている気象予報士の菊池真以が電話でゲスト出演した[2]。

- 2022年10月27日発売の「ラジオ番組表 2022年秋号」（三才ブックス）では、当番組が「第2回イチオシ番組・DJランキング」で地方番組部門第1位、菊地は名アシスタント（パートナー）部門第2位となり、菊地が表紙写真で掲載された[3]。